# 倪輔
倪輔（1436年—？），字良弼，浙江嘉興府平湖縣人，明朝政治人物。進士出身。

## 生平
天順三年（1459年）舉己卯科浙江鄉試第八十二名。天順八年（1464年）甲申科二甲第二十一名進士。授吏部主事，改禮部，升精膳司郎中。升湖广参政。卒於官。

## 作品
工畫。有《类剧遗稿》。时萬安当国，倪辅题画竹纸扇，贈送京贵曰：“不须高万丈，清气满乾坤。任尔西风急，何曾曲向人。”

## 家族
曾祖父倪思問。祖父倪斌。父亲倪珣。